# Akim Swedru

Akim Swedru (eller bara Swedru) är en ort i södra Ghana, belägen några kilometer sydväst om Akim Oda. Den är huvudort för distriktet Birim South, och folkmängden uppgick till 17 571 invånare vid folkräkningen 2010.